# Ebbe Hamilton
Ebbe Augustin Hamilton född 4 oktober 1895 i Träne församling, Kristianstads län, död 30 maj 1975 i Färlövs församling, Kristianstads län, var en svensk militär.

## Biografi
Ebbe Hamilton föddes 1895 på Ovesholm i Träne socken. Han var son till godsägaren Raoul Hamilton och Christina Lovisa Beck-Friis. Hamilton avlade 6 juni 1916 mogenhetsexamen och blev samma år offiersaspirant vid Kronprinsens husarregemente. Han blev 1917 elev vid krigsskolan och avalde 19 december 1918 examen. Hamilton blev 31 december 1918 fänrik vid Kronspronsens husarregemente och 31 december 1920 underlöjtnant vid regemente. Han tog avsked med kvarstående i regementets reserv 25 augusti 1922 och blev 11 april 1924 löjtnant i reserven. Hamilton blev 1940 ryttmästare i reserven och 1946 hovjägmästare.

### Egendom
Hamilton ägde från 1918 Skottlandshus i Färlövs socken.

### Familj
Hamilton gifte sig 8 januari 1921 i Stockholm med Ebba Margareta Kennedy (född 1895), dotter till kammarherren James Kennedy och friherrinnan Emelie Margareta De Geer af Finspång. De fick tillsammans sonen Axel Raoul Hamilton (född 1922).